# Pîlîpî-Borivski, Tomașpil
Pîlîpî-Borivski (în ucraineană Пилипи-Борівські) este localitatea de reședință a comunei Pîlîpî-Borivski din raionul Tomașpil, regiunea Vinnița, Ucraina.

## Demografie
Componența lingvistică a localității Pîlîpî-Borivski
     Rusă (68,97%)
     Ucraineană (31,03%)
Conform recensământului din 2001, majoritatea populației localității Pîlîpî-Borivski era vorbitoare de rusă (68,97%), existând în minoritate și vorbitori de ucraineană (31,03%).